# Chivito

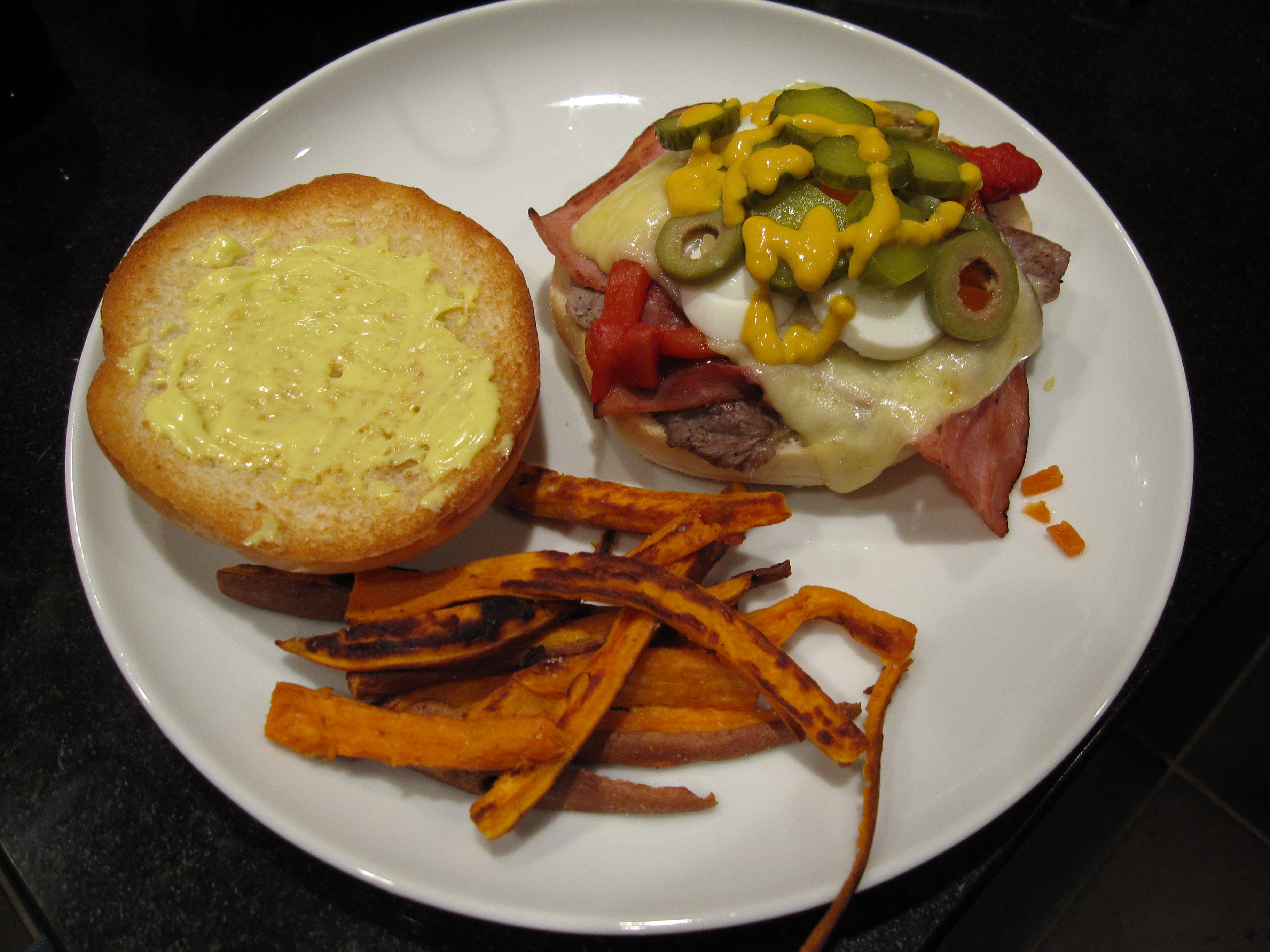
Ingredienserna i en chivitosmörgås

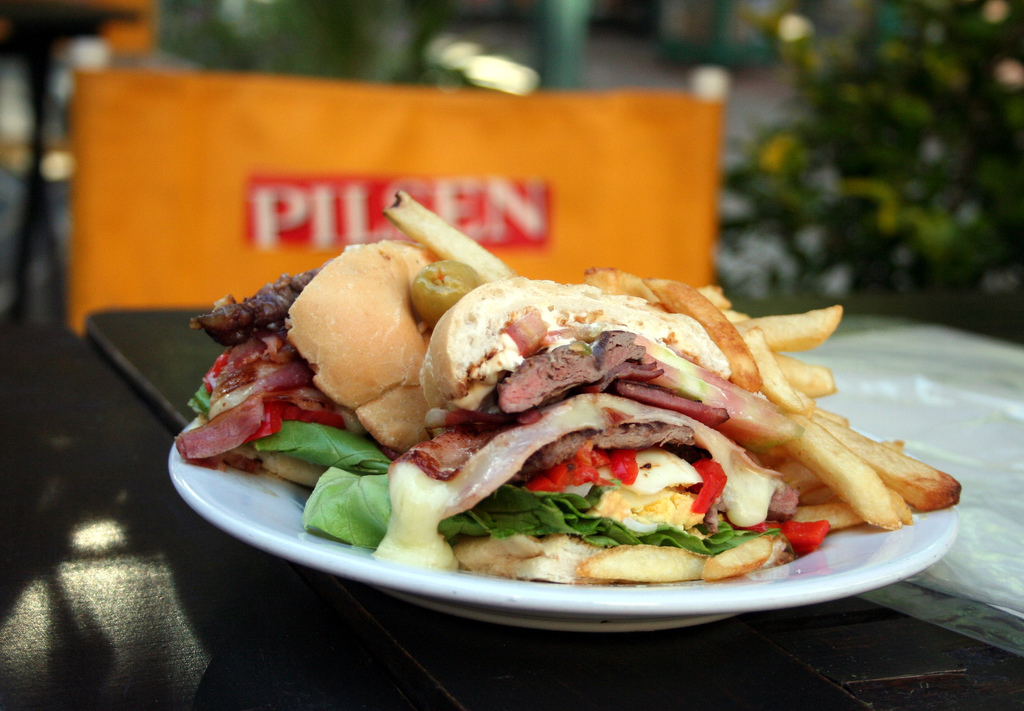
En chivitosmörgås med samtliga tillbehör

Chivito är Uruguays nationalrätt, men kommer ursprungligen från Valenciaregionen. Det är en bocadillosmörgås som består av bröd, grillat nötkött, bacon, stekta eller kokta ägg, skinka, svarta eller gröna oliver, mozzarella, tomater och majonnäs. 